# Cuesta Blanca, Guanajuato
Cuesta Blanca är en ort i Mexiko.   Den ligger i kommunen León och delstaten Guanajuato, i den centrala delen av landet, 300 km nordväst om huvudstaden Mexico City. Cuesta Blanca ligger 2 139 meter över havet och antalet invånare är 137.
Terrängen runt Cuesta Blanca är kuperad åt nordost, men åt sydväst är den platt. Runt Cuesta Blanca är det tätbefolkat, med 442 invånare per kvadratkilometer. Närmaste större samhälle är León de los Aldama, 19,3 km väster om Cuesta Blanca. Trakten runt Cuesta Blanca består till största delen av jordbruksmark.